# Claude-Jean-René de La Broise
Claude-Jean-René de la Broise, est un militaire et homme politique français né le 28 juillet 1753 à Laval, et décédé le 27 juin 1828 à Laval

## Biographie
Claude-Jean-René de la Broise de Raiseux est né le 28 juillet 1753 à Laval. Il est issu d'une branche de la famille de la Broise, appartenant à la noblesse de Normandie.
Il est le fils de René-Charles-Gabriel de la Broise de Raiseux, chevalier, seigneur de Raiseux  et de Josèphe-Anne Marest de la Bouchefolière, qu'il épousa, en 1749.

### Révolution française
Claude-Jean-René de la Broise, capitaine au régiment de Béarn, avait épousé, dans l'Église Saint-Vénérand de Laval, en 1786, Renée-Marie Périer du Bignon,. Elle meurt en donnant naissance à un fils, Gabriel.

### Second Empire
Il est nommé maire de Saint-Berthevin en 1808, lors du grand mouvement de ralliement de la noblesse, que Michel Denis appelle la Révolution des mairies.
Chevalier de l'Ordre de Saint-Louis, chef de bataillon retraité, il meurt dans sa maison, située Place de Hercé, à l'âge de 74 ans, au mois de juin 1828.

## Distinctions
- Chevalier de l'ordre royal et militaire de Saint-Louis